# 모팩 스튜디오
모팩 스튜디오(영어: mofac Studio)는 대한민국 서울특별시 서초구 남부순환로 2205 (방배동 488-6)에 위치한 시각 효과 회사이다.